# Lazuri
Lazuri es una comuna ubicada en el distrito de Satu Mare, Rumania.

## Superficie
Posee una superficie de 70,72 kilómetros cuadrados.

## Demografía
Hasta 2021 la población era de 5977 habitantes, con una densidad de población de 84,52 habitantes por kilómetro cuadrado.